# رشد شناختی

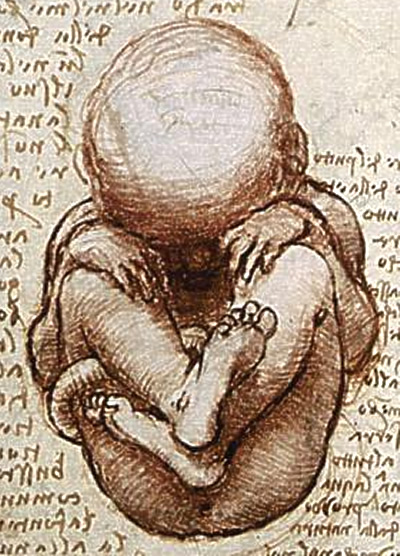
نگاره ای در وصف رشد ، لئوناردو داوینچی

رشد شناختی رشته‌ای از مطالعه در علوم اعصاب و روان‌شناسی است که بر رشد کودک از نظر پردازش اطلاعات، منابع مفهومی، مهارت ادراکی، یادگیری زبان و سایر جنبه‌های مغز بالغ و روان‌شناسی شناختی متمرکز است. شواهدی از تفاوت‌های کیفی بین نحوه پردازش یک کودک در تجربه زمان بیداری خود و نحوه پردازش یک بزرگسال از تجربه زمان بیداری خود وجود دارد (مانند بقای شیء، درک روابط منطقی و استدلال علت و معلولی در کودکان مدرسه‌ای). رشد شناختی به عنوان ظهور توانایی برای شناخت آگاهانه، درک، و بیان درک خود در بزرگسالان تعریف می‌شود. رشد شناختی نحوه درک، تفکر و درک یک فرد از دنیای خود است و از طریق روابط موجود بین عوامل ژنتیکی و یادگیری تعریف می‌شود. چهار مرحله برای رشد اطلاعات شناختی وجود دارد. این چهار مرحله عبارتند از: رشد توانایی‌های مربوط به استدلال، هوش، زبان و استفاده از حافظه. این مراحل از ۱۸ ماهگی کودک شروع می‌شود. کودکان با بازی با اسباب‌بازی‌های خود و گوش دادن به صحبت‌های والدین خود، یا با تماشا کردن تلویزیون یا توجه هر چیزی که توجه آنها را جلب کند به رشد شناختی خود کمک می‌کنند.
ژان پیاژه از اشخاص اثرگذار در زمینه رشد شناختی و از پایه‌گذاران این حوزه می‌باشد. او «نظریه رشد مرجله‌ای» خود را شکل داد. پیاژه چهار مرحله برای رشد شناختی پیشنهاد کرد: دوره حسی حرکتی، دوره پیش عملیاتی، دوره عملیاتی عینی (ملموس و مجسم) و دوره عملیات انتزاعی/صوری. بسیاری از ادعاهای نظری پیاژه توسط روان‌شناسان رشدی-شناختی بعدی مورد استقبال قرار نگرفت. به‌طور کلی اما توصیف او از برجسته‌ترین تغییرات در شناخت با افزایش سن هنوز پذیرفته می‌شود.
در سال‌های اخیر، مدل‌های جایگزینی از جمله نظریه پردازش اطلاعات و نظریه‌های نئوپیاژه‌ای توسعه شناختی پیشرفت کرده‌اند. هدف این مدل‌ها ادغام ایده‌های پیاژه با مدل‌ها و مفاهیم جدیدتر در علوم رشدی و شناختی، علوم اعصاب شناختی نظری و رویکردهای ساختارگرایانه بوده‌است. یکی دیگر از این مدل‌های رشد شناختی، نظریه سیستم‌های اکولوژیکی برونفنبرنر است. یک بحث عمده در رشد شناختی بحث «سرشت و پرورش» است. با این حال، اکنون توسط اکثر متخصصان تشخیص داده شده‌است که این بحث یک معمای غلط است و شواهد زیادی در علوم زیستی و رفتاری وجود دارد که نشان می‌دهد از همان مراحل اولیه توسعه انسان، فعالیت ژن با رویدادها و تجربیات در محیط تعامل دارد.

## تاریخچه اولیه
پیاژه اولین شخصی بود که مطالعه سیستمی رشد شناختی را توسعه داد. او اما اولین شخصی نبوده که در مورد رشد شناختی نظریه‌پردازی کرده باشد.
ژان-ژاک روسو کتاب امیل یا دربارهٔ آموزش را در سال ۱۷۶۲ به پایان رساند. او رشد دوران کودکی را در سه مرحله مورد بحث قرار می‌دهد. در مرحله اول، تا سن ۱۲ سالگی، کودک توسط هیجانات و تکانش‌های خود هدایت می‌شود. در مرحله دوم و در سنین ۱۲ تا ۱۶ سالگی، عقل کودک شروع به رشد می‌کند. در مرحله سوم و آخر و در سن ۱۶ سالگی به بالا، کودک به یک بزرگسال تبدیل می‌شود.